# Naveta spațială 2.02
2.02 este numărul celei de-a patra Navete Spațiale Buran a Uniunii Sovietice.
În 1993, când Programul Buran a fost abandonat, 2.02 se afla în construcție (în procent de 10-20 %). Incompleta 2.02 a fost mai târziu dezasamblată chiar la locul său de construcție și mutată în afara Tushino Machine Building Plant, lângă Moscova.
O parte din țigla Navetei Spațiale 2.02 a fost scoasă la licitație și vândută pe Internet.